# Vinto Bajo
Vinto Bajo es un caserío peruano ubicado en el distrito de Barranca, perteneciente a la provincia homónima del departamento de Lima, en la costa central del Perú. 

## Ubicación
Vinto Bajo se ubica al centro de la provincia de Barranca, en el distrito de Barranca, en el departamento de Lima.

## Demografía
En 2017 Vinto Bajo tenía una población de 520 habitantes.
| Gráfica de evolución demográfica de Vinto Bajo entre 1993 y 2017 |
|                                                                  |
| Fuentes: Población 1993 y 2017                                   |